# 大棘腔吻鱈
大棘腔吻鱈（学名：Coelorinchus spinifer），又名鱈魚，为輻鰭魚綱鱈形目鼠尾鱈科腔吻鱈屬下的一个种，為深海底棲性魚類，分布於中西太平洋海域，深度可達1393公尺，棲息在底中層水域，生活習性不明。